# Phoroncidia sjostedti
Phoroncidia sjostedti là một loài nhện trong họ Theridiidae.
Loài này thuộc chi Phoroncidia. Phoroncidia sjostedti được Albert Tullgren miêu tả năm 1910.